# Poecilopharis allardi
Poecilopharis allardi är en skalbaggsart som beskrevs av Rigout 1997. Poecilopharis allardi ingår i släktet Poecilopharis och familjen Cetoniidae. Utöver nominatformen finns också underarten P. a. tannaensis.